# Gibson ES-137
 (juillet 2010).
Si vous disposez d'ouvrages ou d'articles de référence ou si vous connaissez des sites web de qualité traitant du thème abordé ici, merci de compléter l'article en donnant les références utiles à sa vérifiabilité et en les liant à la section « Notes et références ».
La Gibson ES-137 est une guitare électrique demi-caisse manufacturée par la Gibson's Memphis factory.

## Présentation
Gibson affirme que la ES-137, au design vintage, est une combinaison des traditionnelles « guitares demi-caisse à pan coupé » (semi-hollowbody single-cutaway) dont le son se rapproche de celui de la Les Paul, notamment car plusieurs pièces sont communes aux deux modèles.
La ressemblance avec les Gibson ES-175 et 135 est flagrante, notamment à cause de la forme archtop de la caisse et du single cutaway de type coupe florentine. La caisse demeure cependant plus mince que sur l'ES-175, et la structure interne de l'ES-137, basée un bloc de bois central, s'approche fortement de celle de la 335. On note toutefois une différence majeure : le varitone (en) (uniquement sur l'ES-137 Custom), offrant une palette de son riche.
Le design de la ES-137 doit permettre de lutter contre l'effet Larsen, problème récurrent chez les guitares à caisse. En revanche, le schéma et l'accessibilité interne sont eux complexes.

## Modèles
La Gibson ES-137 est déclinée en trois modèles :
- la ES-137 standard
- la ES-137 classic
- la ES-137 custom (la version haut de gamme)

Détails techniques de la version classic :
Corps et accastillage
Table, dos et éclisses en érable
Filet de table multi-pli, filet de dos
Accastillage doré
Chevalet Nashville Tune-O-Matic
Cordier Stopbar
Manche et tête
Manche 3 pièce, en érable
Touche : palissandre
Nombre de frettes : 22
Repères de touches : « trapèzes »
Profil : rond
Diapason : 629 mm
Largeur au sillet de tête : 42,8 mm
Mécaniques : Grover keystone
Filet de touche
Électronique et cordes
Micros double bobinage : 490R et 498T
Contrôles : 2 volumes, 2 tonalités, sélecteur de micros 3 positions
Cordes : Brite Wires .010-.046